# Hepsetus odoe
A Hepsetus odoe a csontos halak (Osteichthyes) főosztályának sugarasúszójú halak (Actinopterygii) osztályába, a pontylazacalakúak (Characiformes) rendjébe Hepsetidae családjába tartozó Hepsetus nem egyetlen faja.

## Előfordulása
Afrika középső és nyugati részén honos. Trópusi tavak és folyópartok lakója.

## Megjelenése
Testhossza 65–70 centiméter, maximális testtömege 4 kilogramm.

## Külső hivatkozások
- Practicalfishkeeping.co.uk
- Képek az interneten a fajról